# Jajá Coelho
Jackson Avelino Coelho (Ipatinga, 28 februari 1986) - voetbalnaam Jajá - is een Braziliaans voetballer die bij voorkeur als aanvaller speelt. 

## Loopbaan
Coelho speelde in de jeugd van America Belo Horizonte, waarvandaan Feyenoord hem naar Nederland haalde. De Nederlandse club verhuurde Coelho in november 2004 aan Westerlo, waar het een samenwerkingsverband mee had. De huurperiode werd in de zomer van 2005 verlengd. Feyenoord eiste hem in de daaropvolgende winterstop op en verkocht hem aan Getafe, zonder dat hij één wedstrijd in de Nederlandse competitie speelde.
Jajá kwam in Spanje twee competitiewedstrijden in actie. Hij vertrok het seizoen daarop daarom terug naar zijn geboorteland, waar hij zich op huurbasis aansloot bij Flamengo, waar hij vijf keer speelde. In de winterstop van 2006 keerde Jajá terug naar de Belgische competitie, deze keer als huurling bij KRC Genk. Hij speelde in het daaropvolgende halfjaar negen wedstrijden voor de club, waarin hij één keer scoorde, tegen Roeselare.
Getafe verhuurde Jajá in 2007 opnieuw. Westerlo huurde hem voor één jaar met een optie tot koop. Na de winterstop liet hij niets van zich horen aan Westerlo, tot hij in februari liet weten dat hij zijn contract wilde verbreken. De reden die hij hiervoor gaf was heimwee naar Brazilië.
Jajá verliet Westerlo, maar ging niet terug naar Brazilië. In plaats daarvan tekende hij een contract tot 2011 bij Metalist Charkov. Hier werd hij uitgeroepen tot voetballer van het jaar 2008 in Oekraïne.
Metalist Charkov verkocht Jajá in de zomer van 2010 voor 4,2 miljoen euro aan Trabzonspor, dat hem een jaar later voor 4,5 miljoen euro overdeed aan Al-Ahli FC. Begin 2015 ging hij in China voor Chongqing Lifan spelen. Op 5 oktober 2015 tekende hij een contract voor 2 seizoenen bij KSC Lokeren. In januari 2017 verbond hij zich op huurbasis aan Buriram United uit Thailand. In januari 2018 ging hij naar Muangthong United. Een jaar later werd zijn contract ontbonden. In 2019 ging hij in Zuid-Korea voor Seongnam FC spelen. 
In 2020 ging hij wederom in Thailand voor Chiangrai United spelen. Daar werd hij na de wedstrijd om de AFC Champions League op 30 november tegen Melbourne Victory betrapt op het middel stanozolol. Per 1 januari 2021 werd zijn contract ontbonden en op 6 april 2021 werd hij door de Thaise voetbalbond voor vier jaar geschorst.

## Carrière
| Seizoen | Club               | Land                                  | Competitie                    | Wedst. | Goals |
| ------- | ------------------ | ------------------------------------- | ----------------------------- | ------ | ----- |
| 2004/05 | Feyenoord          | Vlag van Nederland                    | Eredivisie                    | 0      | 0     |
| 2004/05 | → KVC Westerlo     | Vlag van België                       | Jupiler Pro League            | 12     | 1     |
| 2005/06 | → KVC Westerlo     | Vlag van België                       | Jupiler Pro League            | 18     | 10    |
| 2005/06 | Getafe CF          |                                       | Primera División              | 2      | 0     |
| 2005/06 | → CR Flamengo      |                                       | Série A                       | 5      | 0     |
| 2006/07 | → KRC Genk         | Vlag van België                       | Jupiler Pro League            | 9      | 1     |
| 2007/08 | → KVC Westerlo     | Vlag van België                       | Jupiler Pro League            | 9      | 4     |
| 2007/08 | Metalist Charkov   | Vlag van Oekraïne                     | Vysjtsja Liha                 | 11     | 4     |
| 2008/09 | Metalist Charkov   | Vlag van Oekraïne                     | Vysjtsja Liha                 | 23     | 11    |
| 2009/10 | Metalist Charkov   | Vlag van Oekraïne                     | Vysjtsja Liha                 | 25     | 16    |
| 2010/11 | Metalist Charkov   | Vlag van Oekraïne                     | Vysjtsja Liha                 | 2      | 0     |
| 2010/11 | Trabzonspor        | Vlag van Turkije                      | Süper Lig                     | 29     | 12    |
| 2011/12 | Al-Ahli FC         | Vlag van Verenigde Arabische Emiraten | VAE Liga                      | 5      | 1     |
| 2011/12 | → SC Internacional | Vlag van Brazilië                     | Série A                       | 16     | 2     |
| 2012/13 | Metalist Charkov   | Vlag van Oekraïne                     | Vysjtsja Liha                 | 3      | 1     |
| 2013/14 | → Kayserispor      | Vlag van Turkije                      | Süper Lig                     | 10     | 3     |
| 2013/14 | → Coritiba FC      | Vlag van Brazilië                     | Campeonato Brasileiro Série A | 7      | 0     |
| 2014/15 | Metalist Charkov   | Vlag van Oekraïne                     | Vysjtsja Liha                 | 10     | 5     |
| 2014/15 | → Chongqing Lifan  | Vlag van China                        | Super League                  | 6      | 1     |
| 2015/16 | KSC Lokeren        | Vlag van België                       | Jupiler Pro League            | 20     | 3     |
| 2016/17 | KSC Lokeren        | Vlag van België                       | Jupiler Pro League            | 12     | 2     |
| 2017    | → Buriram United   | Vlag van Thailand                     | Thai League                   | 34     | 34    |
| 2018    | Muangthong United  | Vlag van Thailand                     | Thai League                   | 26     | 14    |
| 2019    | Seongnam FC        | Vlag van Zuid-Korea                   | K League 1                    | 0      | 0     |
| 2020    | Chiangrai United   | Vlag van Thailand                     | Thai League                   | 8      | 3     |

Bijgewerkt tot 1 maart 2022
1. ↑  Meia Jajá é suspenso por doping no futebol tailandês, diariodoaco.com.br, 7 april2021. Gearchiveerd op 2 maart 2022.